# Godofredo II de Gâtinais
Godofredo II de Gâtinais "Ferriol" ou Ferréol (? - 30 de abril de 1042) foi Conde de Gâtinais no século XI. 
Sucedeu o seu meio-irmão no governo do condado entre 1028 e 1030. Seu apelido Ferréol é mencionado na crônica conhecida como o sucessor de Aimão, que data do Século XII, não sendo certo que o tenha usado.
Depois da morte do marido, entre 1043 e 1045, a sua viúva, Ermengarda de Anjou, casou novamente, desta vez com Roberto I, Duque da Borgonha "o Velho" (1011 — Fleury-sur-Ouche, França, 21 de março de 1076), duque de Borgonha.

## Relações familiares
Foi filho de Hugo de Perche (? - 1026) e Beatriz de Macon, Condessa de Gâtinais e filha de Aubry II da Macon (935 - 982).
Foi casado com Ermengarda de Anjou, chamada "A Branca" (1018 - 18 de março de 1076), filha de Fulco III de Anjou "o Negro", conde de Anjou e Hildegarda, de quem teve:
1. Hildegarda de Château-Landon também denominada como Hildegarda de Anjou, casou-se cerca de 1050 com Juscelino I de Courtenay (1034 -?[4]), Senhor de Courtenay. (Deve ter-se em atenção que é atribuído o nome de Hildegarda a menina, mas é possível que isso resulta de uma confusão com um homônimo meia-irmã).
2. Godofredo III de Anjou "o Barbudo" (1040 - 1096-7), Conde de Anjou[5] e Gâtinais casou com Juliana de Langeais.
3. Fulque IV de Anjou (1043 - 14 de abril de 1109), Conde de Anjou. Fulco IV de Anjou, é o bisavô materno de Godofredo V de Anjou, o fundador da dinastia plantageneta.